# تیم ملی فوتبال آرتساخ
تیم ملی فوتبال آرتساخ (ارمنی: Արցախի ֆուտբոլի հավաքական) نمایندهٔ فوتبال جمهوری آرتساخ است.

## بین‌المللی
| تاریخ           | ورزشگاه                                    | تیم میزبان | تیم میهمان   | گل زده |
| --------------- | ------------------------------------------ | ---------- | ------------ | ------ |
| ۲۵ سپتامبر ۲۰۱۲ | دوستانه – سوخومی                           | آبخاز      | آرتساخ       | ۱–۱    |
| ۲۱ اکتبر ۲۰۱۲   | دوستانه – استپاناکرت                       | آرتساخ     | آبخاز        | ۳–۰    |
| ۰۱ ژوئن ۲۰۱۴    | 2014 ConIFA World Football Cup – اوسترشوند | آرتساخ     | Ellan Vannin | ۲–۳    |
| ۰۳ ژوئن ۲۰۱۴    | 2014 ConIFA World Football Cup – اوسترشوند | آرتساخ     | نیس          | ۰–۱    |
| ۰۵ ژوئن ۲۰۱۴    | 2014 ConIFA World Football Cup – اوسترشوند | دارفور     | آرتساخ       | ۱۲–۰   |
| ۰۷ ژوئن ۲۰۱۴    | 2014 ConIFA World Football Cup – اوسترشوند | لاپ‌لند     | آرتساخ       | ۵–۱    |